# Vieux-lès-Asfeld
Vieux-lès-Asfeld é uma comuna francesa na região administrativa de Grande Leste, no departamento das Ardenas. Estende-se por uma área de 6,66 km². Em 2010 a comuna tinha 312 habitantes (densidade: 46,8 hab./km²).